# Santa Madrona (el Masnou)
Santa Madrona és un disseminat del municipi del Masnou (Maresme).